# Catacumbas de París

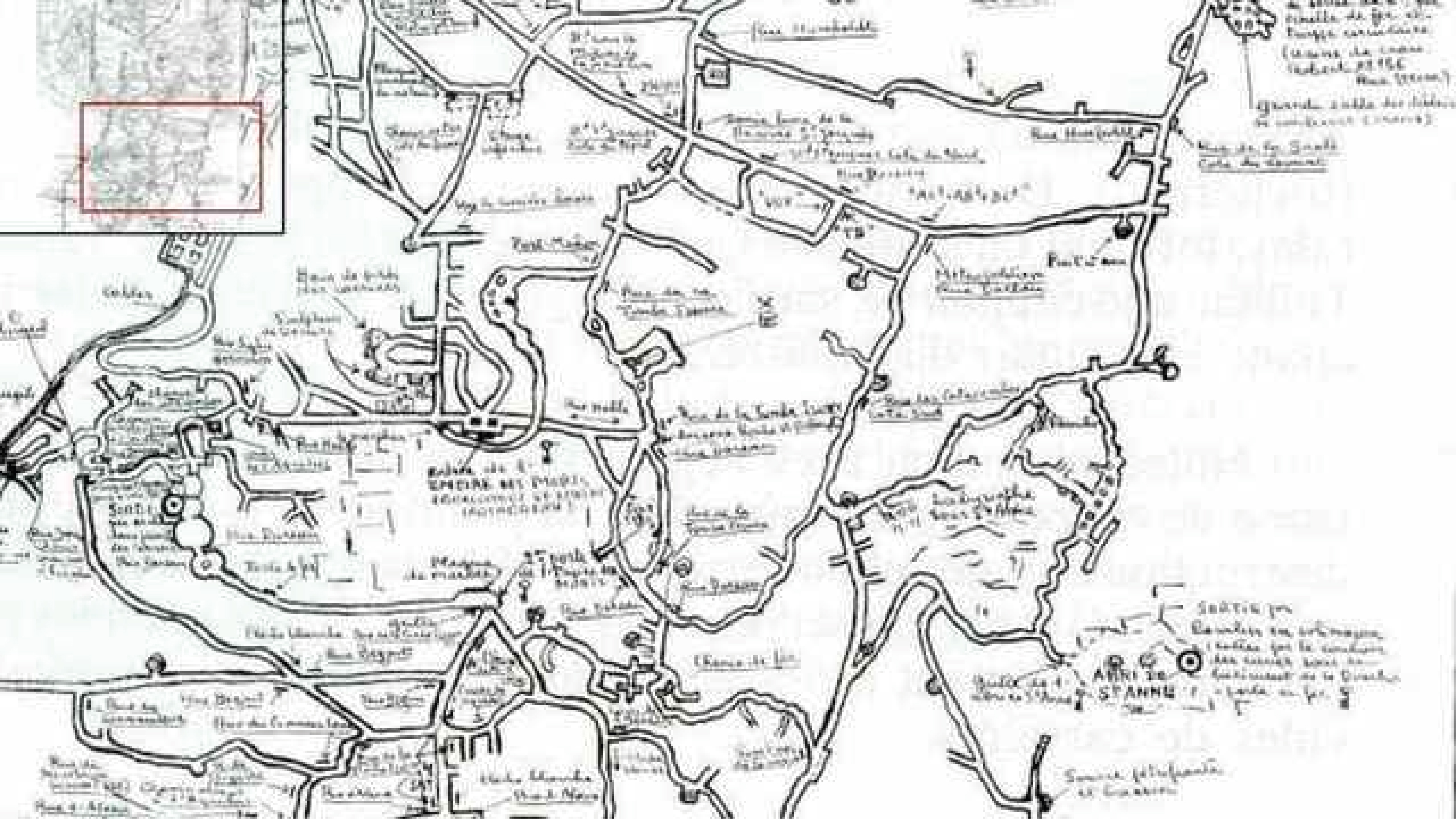
Mapeo de las Catacumbas de París (1940-1945)

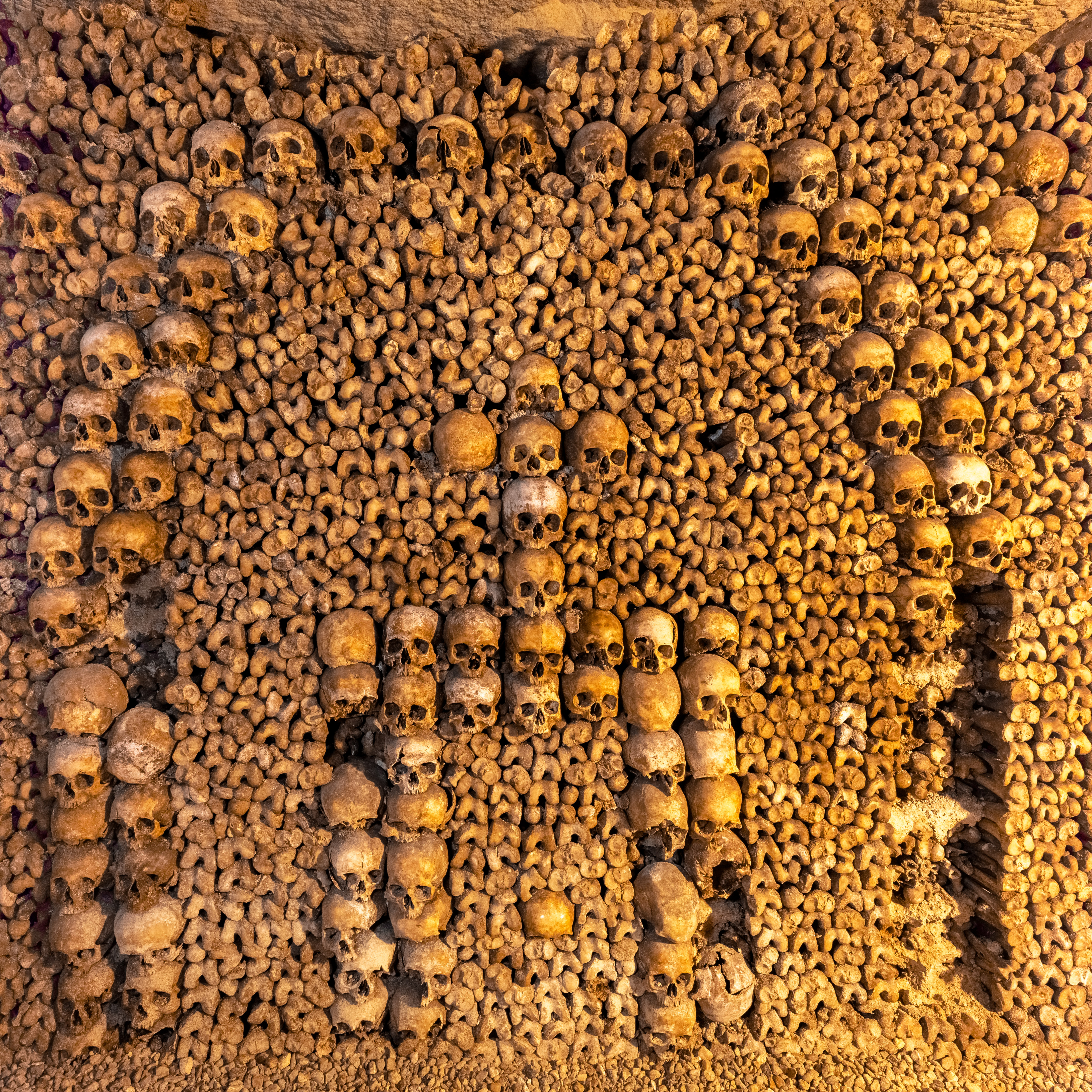
Formas con huesos dentro del osario.

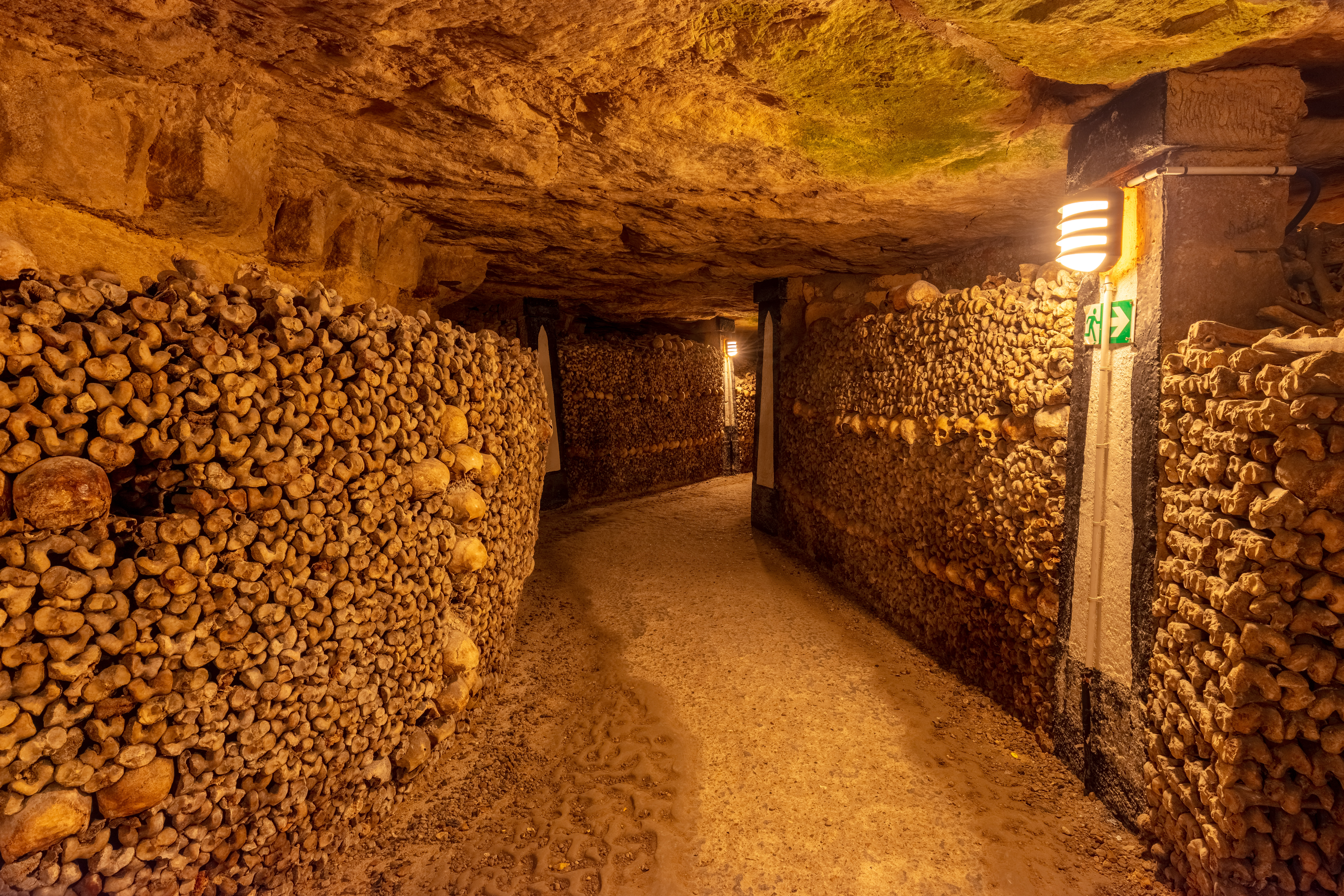
Cripta dentro de las catacumbas.

Las Catacumbas de París (en francés, Les Catacombes) (o la Necrópolis de París) constituyen uno de los cementerios más famosos de París, capital de Francia. Consisten en una red de túneles y cuartos subterráneos localizados en lo que, durante la época romana, fueron minas de piedra caliza. Las minas se convirtieron en un cementerio común a finales del siglo XVIII. En la actualidad se conservan como un osario que alberga más de seis millones de esqueletos humanos, la mayor concentración de este tipo en Europa.
Su visita oficial comprende las minas del decimocuarto distrito de París, e incluye 800 metros de galerías de paredes forradas de huesos. Pero esta parte abierta al público representa sólo el 0,5 % de las "canteras subterráneas de París" (en francés, les carrières souterraines de Paris) que se encuentran en el quinto, sexto, duodécimo, decimotercero, decimoquinto y decimosexto distrito. La visita de estas galerías fue prohibida mediante una orden ministerial del 2 de noviembre de 1955, aunque esta práctica ilegal es común todavía entre catáfilos.

## Historia

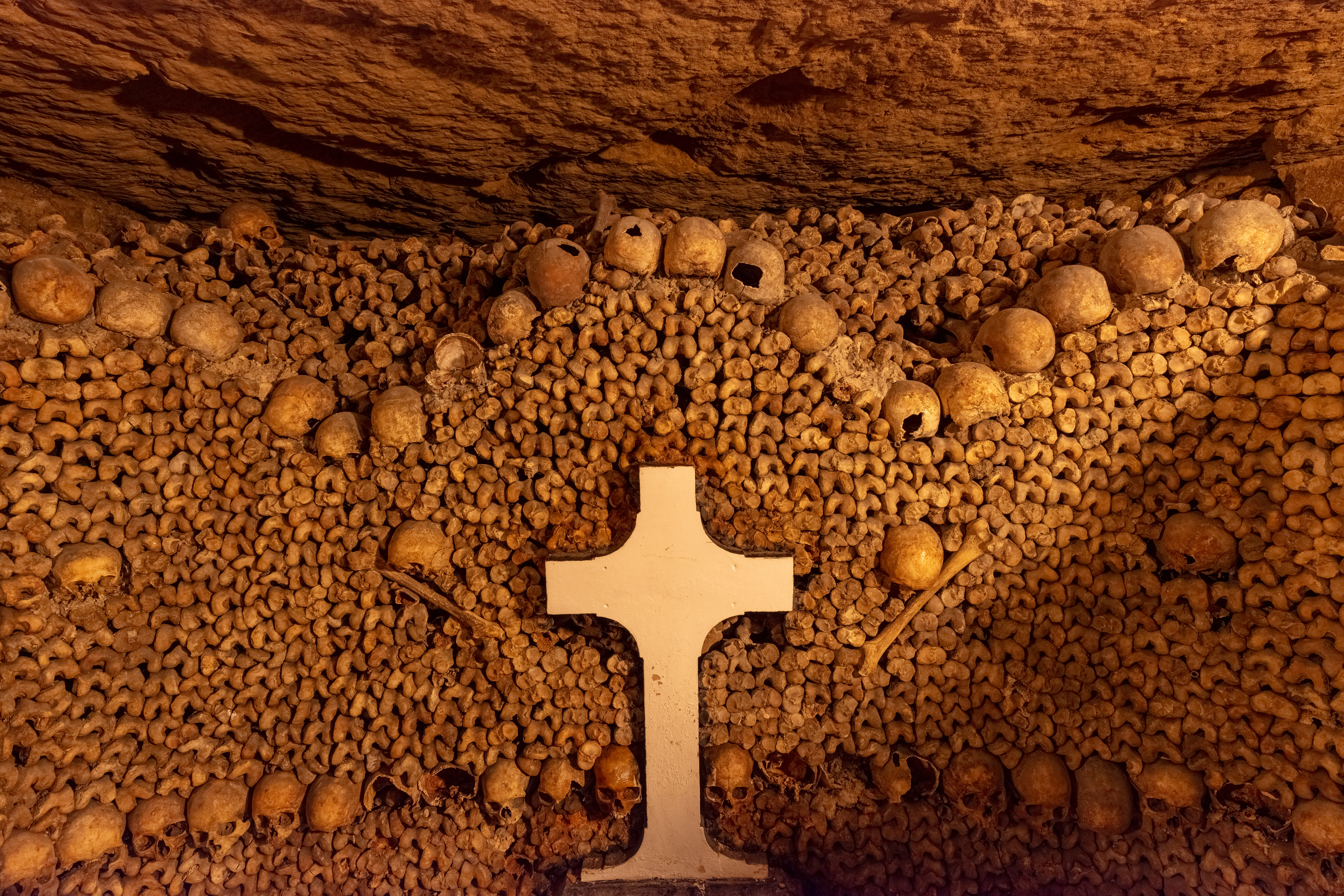
Esqueletos en las catacumbas de París.

El uso de estas desgastadas minas, para el almacenaje de huesos humanos, fue establecido en 1786 por Charles-Axel Guillaumot, inspector general de Canteras, debido principalmente al exceso de restos humanos que llenaban los pequeños cementerios de la ciudad después de más de mil años. Al mismo tiempo, el distrito de Les Halles sufría de enfermedades debidas a la contaminación por el manejo inapropiado de los cadáveres recientes, especialmente en el cimetière des Saints-Innocents (Cementerio De los Santos Inocentes).

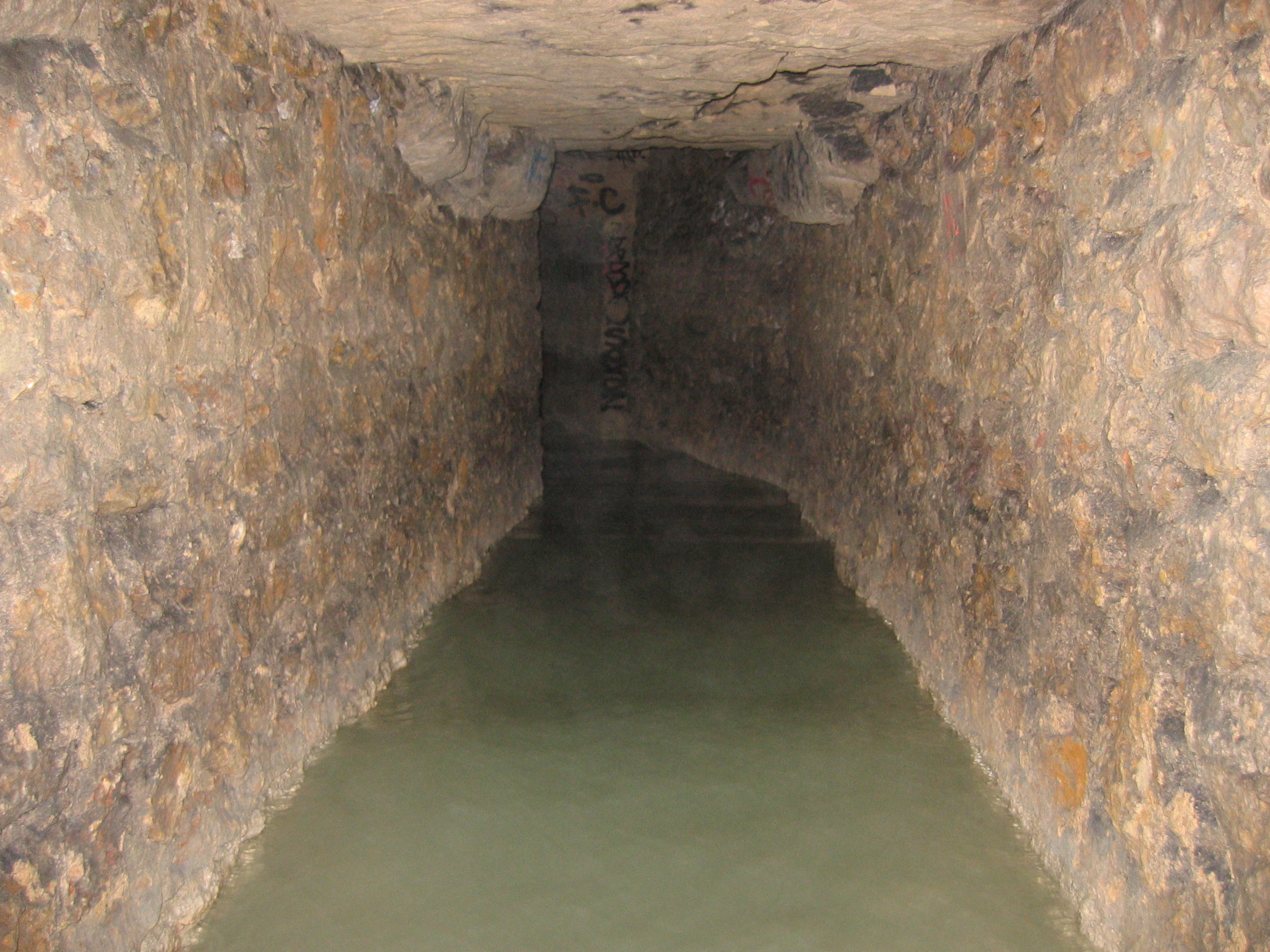
Porción de la "Rue de la Voie Verte" parcialmente inundada.

Restos provenientes del cementerio Saint Nicolas des Champs fueron los primeros en ser trasladados. Los cadáveres de las muertes causadas por desórdenes en Place de Grève, el Hôtel de Brienne y Rue Meslée, fueron puestos en las catacumbas el 28 de agosto y 29 de agosto de 1788.

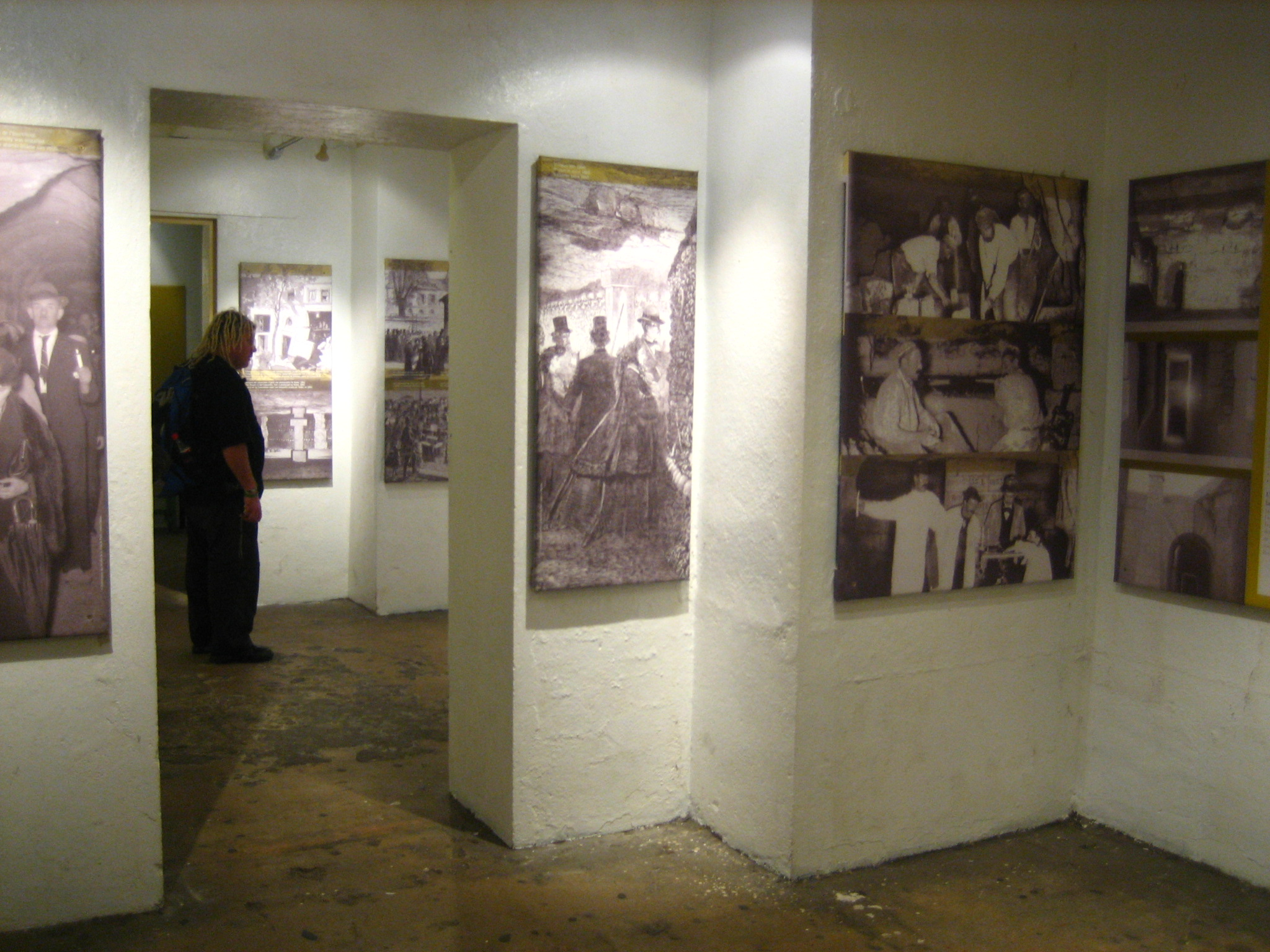
Salas con paneles explicativos de la historia de las catacumbas.

Aproximadamente 15 meses fueron necesarios para trasladar millones de huesos provenientes de multitud de cementerios, lo cual se llevaba a cabo durante las noches, cruzando la ciudad en carretas, finalizando en la década de 1870, acumulando los restos de aproximadamente 6 millones de parisinos.
Las paredes de las catacumbas están cubiertas por grafitis, que datan desde el siglo XVIII en adelante. En 1871, durante la comuna de París fue asesinado un grupo de monárquicos en una de las cámaras. Durante la Segunda Guerra Mundial miembros parisinos de la Resistencia francesa utilizaron este sistema de túneles. De igual manera, durante este período, soldados alemanes establecieron un búnker subterráneo en las catacumbas, debajo de Lycée Montaigne, una escuela secundaria en el sexto distrito.
Los huesos están acomodados en forma de muralla, decisión tomada por el inspector general de Canteras, donde se pueden encontrar placas identificando la procedencia de los huesos e incluso pequeños altares conteniendo epitafios en latín.
Sólo aproximadamente kilómetro y medio de las catacumbas de los más de 300 que abarcan en total, se encuentra abierto al público. El sistema de túneles es demasiado complejo y a pesar de que estos poseen placas para identificar bajo qué calle se encuentra el visitante, es muy fácil perderse en el trayecto. Hay pasadizos demasiado estrechos y bajos, y algunos de ellos se inundan fácilmente. Por esta razón los visitantes deben contar con la ayuda de un guía. Debido a estos peligros potenciales, desde el 2 de noviembre de 1955 se considera ilegal toda visita sin escolta oficial, lo cual, de no ser cumplido, puede acarrear una multa de 60 euros impuesta por los cataflics o policía especial que patrulla las catacumbas.
Sin embargo, existen entradas secretas a lo largo de París, lo que permite ingresar a las catacumbas por medio de las alcantarillas o el metro. En raras, pero peligrosas ocasiones, las personas hacen uso de estos accesos para entrar en ellas.

### Mapeo
Durante la Segunda Guerra Mundial los estudiantes del Sainte-Anne dedicaron las noches a recorrer los pasadizos con el objetivo de confeccionar un mapa para entregar a la Resistencia. Aunque el trabajo se atribuye sobre todo a Suttel y Talairach, dos médicos neurólogos. Los nodos del mapa son exactos, pero no la escala ni la orientación de las galerías. 
Aunque los mapas eran bastante acertados, los resistentes emplearon los túneles del metro y las cloacas, pero no las catacumbas. Esto se debió a que el acceso subterráneo pudo haber sido difícil o desconocido para la mayor parte de la Resistencia, sumado la estrechez de las galerías.

## El osario
El osario de las Catacumbas es uno de los más grandes del mundo y uno de los únicos subterráneos. Antes de su apertura en 1809, el inspector Héricart de Thury llevó a cabo una reorganización decorativa de los huesos para darle un aire museográfico y monumental. Los restos óseos dejaron de estar apilados de cualquier manera para crear mediante los huesos nuevas formas. También se crearon columnas clásicas, altares, cipos funerarios o sepulturas. El trabajo fue laborioso y se adhirieron a los muros de la cantera. Asimismo el osario cuenta con un sector educativo, donde se halla una vitrina en la que observar patologías, enfermedades y deformaciones óseas.

## En la cultura popular
- En la novela de Rick Riordan (Las 39 pistas) las coordenadas de un mapa de la próxima pista están ocultos ahí.
- En la novela de Umberto Eco del Péndulo de Foucault, las catacumbas eran el lugar de descanso de un pergamino en relación con los Caballeros Templarios.
- En la novela de Wells Robison La falsificación, las catacumbas son la ubicación de un lugar de encuentro de los Illuminati. Los personajes principales, Eric y Rebeca, son guiados a través de las catacumbas por tres cataphiles.
- La película Catacombs (2007) se desarrolla en las catacumbas.
- En la película de Disney El jorobado de Notre Dame, las catacumbas son utilizadas por el capitán Febo y Quasimodo para entrar a la Corte de los Milagros.
- Las Catacumbas aparecen en el videojuego de Deus Ex, en un París controlado por Majestic 12.
- Un nivel del juego de disparos en primera persona "Medal of Honor: Underground" se encuentra en las catacumbas durante la Segunda Guerra Mundial.
- Un capítulo de la historia del shooter en tercera persona "Resistance: Retribution" para PSP es desarrollado en las catacumbas.
- En el álbum "El caso del collar" de Blake y Mortimer, los gánsteres a las órdenes del coronel Olrik las usan para desplazarse por la ciudad sin ser vistos. También tienen ahí su guarida, en un antiguo cuartel de la Resistencia francesa.
- En la novela de Anne Rice "Lestat el Vampiro", una asamblea de vampiros se esconde en estas catacumbas, liderados por el vampiro Armand, y apareciendo varias veces a lo largo de la historia.
- En el videojuego "Call of Duty: Modern Warfare 3" en la misión "Bag And Drag" hay una parte que transcurre en las catacumbas de París.
- En el videojuego "Assassin's Creed: Unity" se pueden explorar las catacumbas libremente y algunas misiones tendrán su localización en ellas.
- En el videojuego "Midnight Club 2", en el escenario de París, también se puede pasar con el coche por las catacumbas y rompiendo las barreras de cráneos y huesos se puede pasar a caminos ocultos.
- En la Película "Scaris: City of Frights" de la franquicia de muñecas "Monster High", parte importante de la trama se desarrolla en las catacumbas de "Scaris", el cual es el nombre que los monstruos le dan a la mitad de la ciudad de "Paris, Francia". Según se explica en la película, es el lugar donde los esqueletos descansan.
- En el libro de Michael Scott "El mago" de la serie "Los secretos del inmortal Nicolas Flamel", las catacumbas son el lugar de descanso de un dios maldito, Marte.
- En la serie anime "Noir" (2001) Mireille entra en las catacumbas para resolver un misterio
- La historia del cómic seriado "Satán vuelve a la Tierra" dibujado por Eugenio Giner en 1949 y editado en el mismo año por Editorial Bruguera, transcurre en las catacumbas.
- En 2014 se estrenó una película titulada "Así en la tierra como en el infierno", rodada en las mismas catacumbas.
- En la serie francesa Lupin (2021), en el episodio cuatro de la segunda temporada, una parte importante de la trama se desarrolla en las catacumbas.
- En el anime Vanitas no Carte, del episodio 8 hasta el 9 el escenario principal son las catacumbas.
- En la serie de animación francesa Miraculous: las aventuras de Ladybug, la villana Cerise Bianca/Lila Rossi tiene su guarida y los utensilios que usa para sus maléficos planes en las catacumbas de París, específicamente en La Playa.
- En la novela Guerra Mundial Z, un sobreviviente nos comenta que parte de la Batalla de París se llevó a cabo en las catacumbas.